# Niuei labdarúgó-szövetség
A niuei labdarúgó-szövetség (angolul: Niue Island Soccer Association (NISA) Niue nemzeti labdarúgó-szövetsége. 2006-tól tagja az OFC-nek, de nem tagja a FIFA-nak.
A szövetség szervezi a niuei labdarúgó-bajnokságot és működteti a niuei labdarúgó-válogatottat.